# BlackBerry Torch 9800
Pour les articles homonymes, voir BlackBerry Torch et Blackberry.
Le BlackBerry Torch est un téléphone intelligent de la gamme BlackBerry conçu et fabriqué par la société ontarienne RIM. Il est sorti sous la version BlackBerry Torch 9800 le 12 août 2010.
Il est le premier BlackBerry de la société canadienne à combiner un clavier alphanumérique physique, typique des précédentes versions de BlackBerry, et un écran tactile capacitif. Doté d'un processeur cadencé à 624 MHz et d'une mémoire interne de 4 Go, il embarque la dernière génération de son système d'exploitation mobile, le BlackBerry OS 6.